# Zīr Āsef
Zīr Āsef (persiska: زیر آسف) är en ort i Iran.   Den ligger i provinsen Östazarbaijan, i den nordvästra delen av landet, 400 km nordväst om huvudstaden Teheran. Zīr Āsef ligger 1 673 meter över havet och antalet invånare är 116.
Terrängen runt Zīr Āsef är platt åt sydväst, men åt nordost är den kuperad. Runt Zīr Āsef är det ganska tätbefolkat, med 62 invånare per kvadratkilometer. Närmaste större samhälle är Sarāb, 3,9 km väster om Zīr Āsef. Trakten runt Zīr Āsef består till största delen av jordbruksmark.